# Europe (metrostation)
Europe, sinds 2018 Europe - Simone-Veil, is een station van de metro in Parijs langs metrolijn 3, in het 8e arrondissement. Het station ligt aan de Place de l'Europe, in een wijk waar alle straten naar Europese hoofdsteden vernoemd zijn.
Op 29 mei 2018 werd onder de naambordjes van het metrostation de naam van de overleden Franse politica Simone Veil aangebracht. Dit als uitvoering van het besluit van 25 april 2018 waar de voorzitster van de regio Île-de-France, Valérie Pécresse de officiële naamswijziging van het station naar de naam « Europe - Simone-Veil » had doorgevoerd.
Pont de Levallois - Bécon · 
Anatole France · 
Louise Michel · 
Porte de Champerret · 
Pereire · 
Wagram · 
Malesherbes · 
Villiers · 
Europe · 
Saint-Lazare · 
Havre - Caumartin · 
Opéra · 
Quatre-Septembre · 
Bourse · 
Sentier · 
Réaumur - Sébastopol · 
Arts et Métiers · 
Temple · 
République · 
Parmentier · 
Rue Saint-Maur · 
Père Lachaise · 
Gambetta · 
Porte de Bagnolet · 
Gallieni